# Zheng (Familienname)

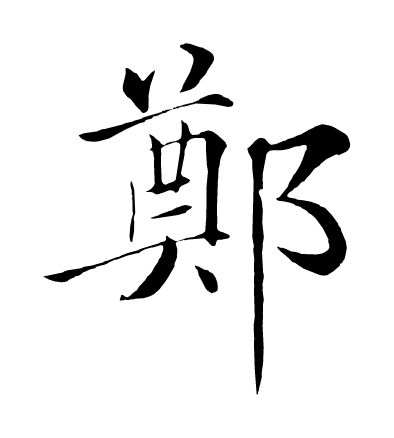
Zheng

Zheng ist ein chinesischer Familienname. Es ist der 7. Name der Hundert Familiennamen.

## Namensträger
- Zheng Bo (* 1983), chinesischer Badmintonspieler
- Zheng Chaolin (1901–1998), chinesischer trotzkistischer Oppositioneller
- Zheng Chenggong (1624–1662), chinesischer Armeeführer und Seeräuber
- Zheng Dekun (1907–2001), chinesischer Archäologe
- Zheng Dongsheng (* 1992), chinesischer Leichtathlet
- Zheng Enlai (* 1997), chinesisch-kanadischer Eishockeyspieler, siehe Ty Schultz
- Zheng Enchong (* 1950), chinesischer Rechtsanwalt
- Zheng Fengrong (* 1937), chinesische Hochspringerin
- Zheng Guangmei (1932–2023), chinesischer Zoologe und Ornithologe
- Zheng Guanying (1842–1923), chinesischer Reformer
- Zheng Guixia (* 1973), chinesische Langstreckenläuferin
- Zheng Guogu (* 1970), chinesischer Künstler
- Zheng Haixia (* 1967), chinesische Basketballspielerin
- Zheng Haohao (* 2012), chinesische Skateboarderin
- Zheng He (1371–1433), chinesischer Admiral
- Herzog Huan von Zheng († 771 v. Chr.), Gründer des alten chinesischen Staates Zheng
- Zheng Huiming (* um 1950), chinesische Badmintonspielerin
- Zheng Ji (1900–2010), chinesischer Ernährungswissenschaftler und Biochemiker
- Zheng Jie (* 1983), chinesische Tennisspielerin
- Zheng Jing (1642–1681), chinesischer Warlord und Herrscher des Königreichs Tungning
- Zheng Jun-yi (* 1991), chinesische Tennisspielerin
- Zheng Junli (1911–1969), chinesischer Regisseur und Schauspieler
- Zheng Lihui (* 1978), chinesischer Turner
- Zheng Lu (* 1978), chinesischer Künstler
- Zheng Manqing (1902–1975), chinesischer Taijiquanmeister
- Zheng Meizhu (* 1962), chinesische Volleyballspielerin
- Zheng Minzhi (* 1945), chinesische Tischtennisspielerin
- Zheng Ninali (* 1998), chinesisch-kanadische Mehrkämpferin, siehe Nina Schultz
- Zheng Peifeng (* 1996), chinesischer Tischtennisspieler
- Zheng Pengfei (* 1993), chinesischer Kanute
- Zheng Qinwen (* 2002), chinesische Tennisspielerin
- Zheng Saisai (* 1994), chinesische Tennisspielerin
- Zheng Shanjie (* 1961), chinesischer Politiker in der Volksrepublik China
- Zheng Shuyin (* 1994), chinesische Taekwondoin
- Zheng Silin (1940–2022), chinesischer Politiker der Kommunistischen Partei Chinas (KPCh)
- Zheng Siwei (* 1997), chinesischer Badmintonspieler
- Zheng Tianxiang (1914–2013), chinesischer Politiker
- Zheng Ting (* 1985), chinesischer Hochspringer
- Zheng Wenxiao (* 1981), chinesischer Bratschist
- Zheng Wushuang (* 1998), chinesische Tennisspielerin
- Zheng Xiaojing (* 1958), chinesische Physikerin und Universitätsrektorin
- Zheng Xiaoqian (* 1996), chinesische Mittelstreckenläuferin
- Zheng Xiaoqiong (* 1980), chinesische Schriftstellerin
- Zheng Xiaoxu (1860–1938), chinesischer und mandschurischer Politiker
- Zheng Xiaoying (* 1929), chinesische Dirigentin
- Zheng Xiaoyu (1944–2007), chinesischer Beamter, zum Tode verurteilt
- Zheng Xingjuan (* 1989), chinesische Hochspringerin
- Zheng Xinling (1938–2023), chinesischer Pädagoge, Literaturkritiker und Hochschullehrer
- Zheng Xuan (127–200), chinesischer Gelehrter
- Zheng Yecheng (* 1993), chinesischer Schauspieler
- Zheng Yi (* 1947), chinesischer Autor
- Zheng Yisao (1775–1844), chinesische Piratin
- Zheng Yu (* 1996), chinesische Badmintonspielerin
- Zheng Yubo, chinesischer Poolbillardspieler
- Zheng Yuli (* 1963), chinesische Badmintonspielerin
- Zheng Yumin (* 1967), chinesischer Badmintonspieler
- Zheng Yuxi (* 1963), chinesischer Mathematiker
- Zheng Zeguang (* 1963), Diplomat
- Zheng Zhemin (1924–2021), chinesischer Physiker
- Zheng Zheng (* 1989), chinesischer Fußballspieler
- Zheng Zhengqiu (1889–1935), chinesischer Autor und Regisseur
- Zheng Zhi (* 1980), chinesischer Fußballspieler
- Zheng Zhihui (* 1991), chinesische Leichtathletin
- Zheng Zhilong († 1661), chinesischer Pirat
- Zheng Zhong († 114), chinesischer Eunuch
- Zheng Zuoxin (1906–1998), chinesischer Ornithologe